# Wendl-Dietrich-Straße
Die Wendl-Dietrich-Straße ist eine Innerortsstraße im Stadtbezirk Neuhausen-Nymphenburg (Nr. 9) von München.

## Verlauf
Die Straße beginnt an der Winthirstraße an der Südwestecke des Rotkreuzplatzes und verläuft südlich weitgehend parallel zur Nibelungenstraße über den Winthirplatz nach Westen bis zum Steubenplatz an der Einmündung der von Norden kommenden Washingtonstraße. Die gänzlich im Stadtteil Neuhausen verlaufende Straße führt an der südlich von ihr bis zur Karl-Schurz-Straße reichenden Zeilenbebauung der Siedlung Neuhausen (sogen. Apostelblöcke, so die Bezeichnung des Parklinzenzgebiets; geschütztes Ensemble E-1-62-000-39) entlang. Zwischen dem Winthirplatz und der Bolivarstraße wird die Wendl-Dietrich-Straße nach Norden zur parallel verlaufenden Ofterdingenstraße durch eine noch zur Siedlung Neuhausen gehörende geschlossene Reihe von vierstöckigen Häusern (Nr. 24 bis 70) begrenzt, die nur durch drei Durchlässe unterbrochen ist. Den südwestlichen Abschluss der Straße bildet der monumentale "Amerikanerblock" der Siedlung Neuhausen von Otho Orlando Kurz und Eduard Herbert (Adresse: Steubenplatz 1).

## Geschichte
Die Straße ist um 1890 entstanden. Die Bebauung der Siedlung Neuhausen erfolgte vön 1928 bis 1931.

## Öffentlicher Verkehr
Auf der Straße verkehrt die Metrobus-Linie 62 vom Rotkreuzplatz zum Steubenplatz (Haltestellen Winthirplatz und Dankwartstraße). Die Erschließung mit Straßenbahn und U-Bahn erfolgt vom Steubenplatz im Westen (Straßenbahn) und vom Rotkreuzplatz (Straßenbahn, U-Bahn) im Osten.

## Namensgeber
Die Straße ist nach dem Kunsttischler und Renaissancearchitekten Wendel Dietrich (ca. 1535 bis 1622) benannt, der maßgeblich am Bau der Jesuitenkirche St. Michael in der Münchner Innenstadt beteiligt war.

## Denkmalgeschützte Gebäude
- Nr. 2: Mietshaus, barockisierender Eckbau, mit Putzgliederung und Eisenbalkonen, bezeichnet 1912; Gruppe mit Nr. 4 (Denkmalliste D-1-62-000-7389)
- Nr. 4: Mietshaus, barockisierend, mit Putzgliederung und Eisenbalkonen, um 1912; Gruppe mit Nr. 2 (Denkmalliste D-1-62-000-7390)
- Nr. 5: Mietshaus, barockisierender Eckbau, um 1910; Pendant zu Nr. 9 (Denkmalliste D-1-62-000-7391)
- Nr. 6: Mietshaus, später Jugendstil, Anfang 20. Jahrhundert (Denkmalliste D-1-62-000-7392)
- Nr. 7: Mietshaus, mit Putzgliederung, 1913/14 von Martin Esterl und Max Deschl (Denkmalliste D-1-62-000-7393)
- Nr. 8: Mietshaus, später Jugendstil, Anfang 20. Jahrhundert (Denkmalliste D-1-62-000-7394)
- Nr. 9: Mietshaus, barockisierender Eckbau, mit Reliefs, um 1910; Pendant zu Nr. 5 (Denkmalliste D-1-62-000-7395)
- Nr. 10: Mietshaus, Eckbau im späten Jugendstil, Anfang 20. Jahrhundert (Denkmalliste D-1-62-000-7396)
- Nr. 12: Mietshaus, Eckbau im späten Jugendstil, Anfang 20. Jahrhundert (Denkmalliste D-1-62-000-7397)
- Nr. 16: Mietshaus, barockisierend, reich gegliedert, um 1910; Gruppe mit Nr. 18 (Denkmalliste D-1-62-000-7398)
- Nr. 18: Mietshaus, barockisierend, reich gegliedert, um 1910; Gruppe mit Nr. 16 (Denkmalliste D-1-62-000-7399)
- Nr. 20: Jugendherberge, neuklassizistisch mit Erdgeschossarkaden, 1926 von Max Fleissner (Denkmalliste D-1-62-000-7400), bei ihrer Eröffnung 1927 die größte in Deutschland (Weyerer)
- Nr. 22: Mietshaus, barockisierender Eckbau, Anfang 20. Jahrhundert (Denkmalliste D-1-62-000-7402)
- Nr. 23/25/27/29/31/33: Teil einer Wohnanlage, 1930/31 von Otho Orlando Kurz und Eduard Herbert; siehe Arnulfstraße 214/216/218/220/222/224 (Denkmalliste D-1-62-000-416)

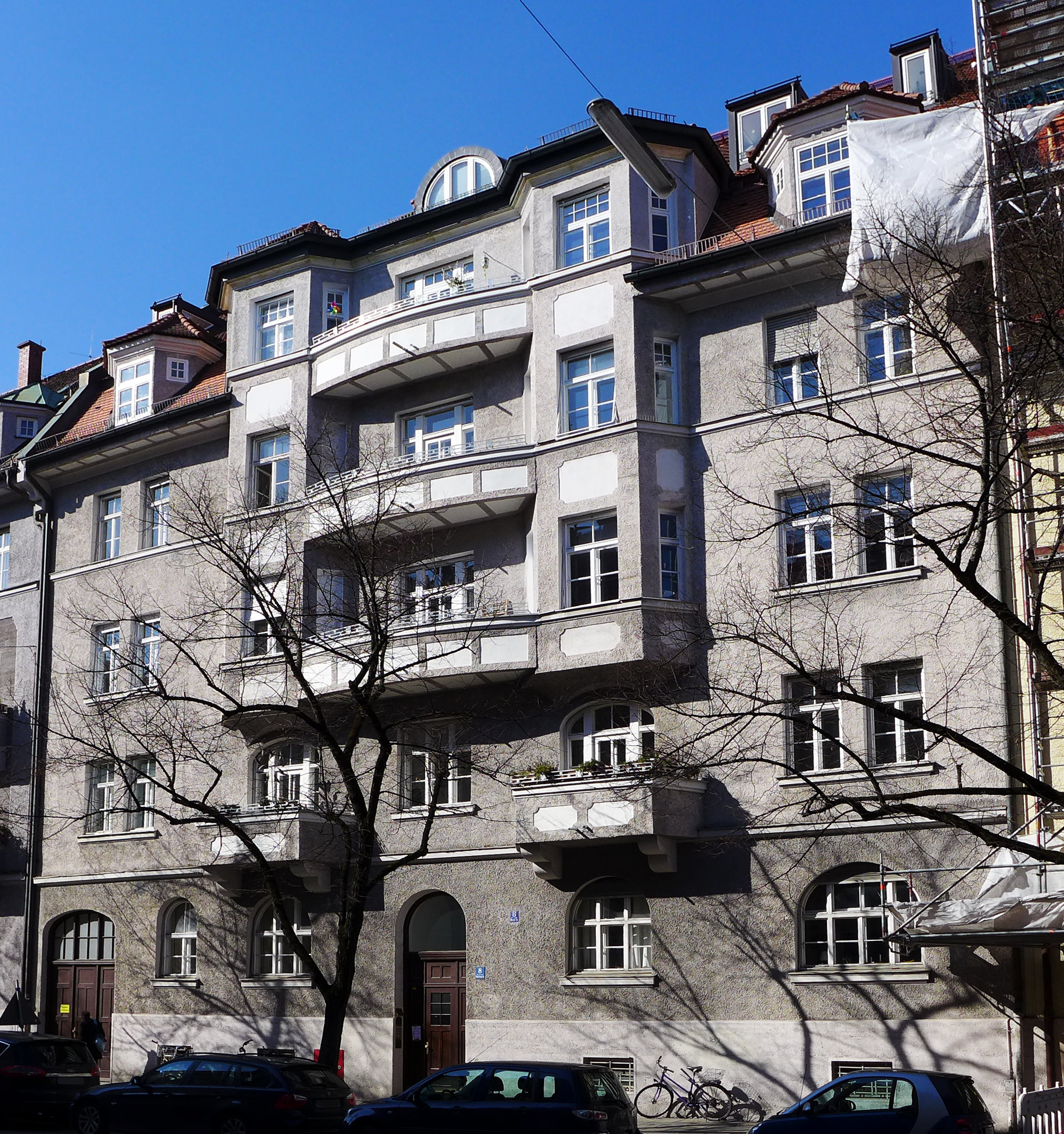
Wendl-Dietrich-Str. 8
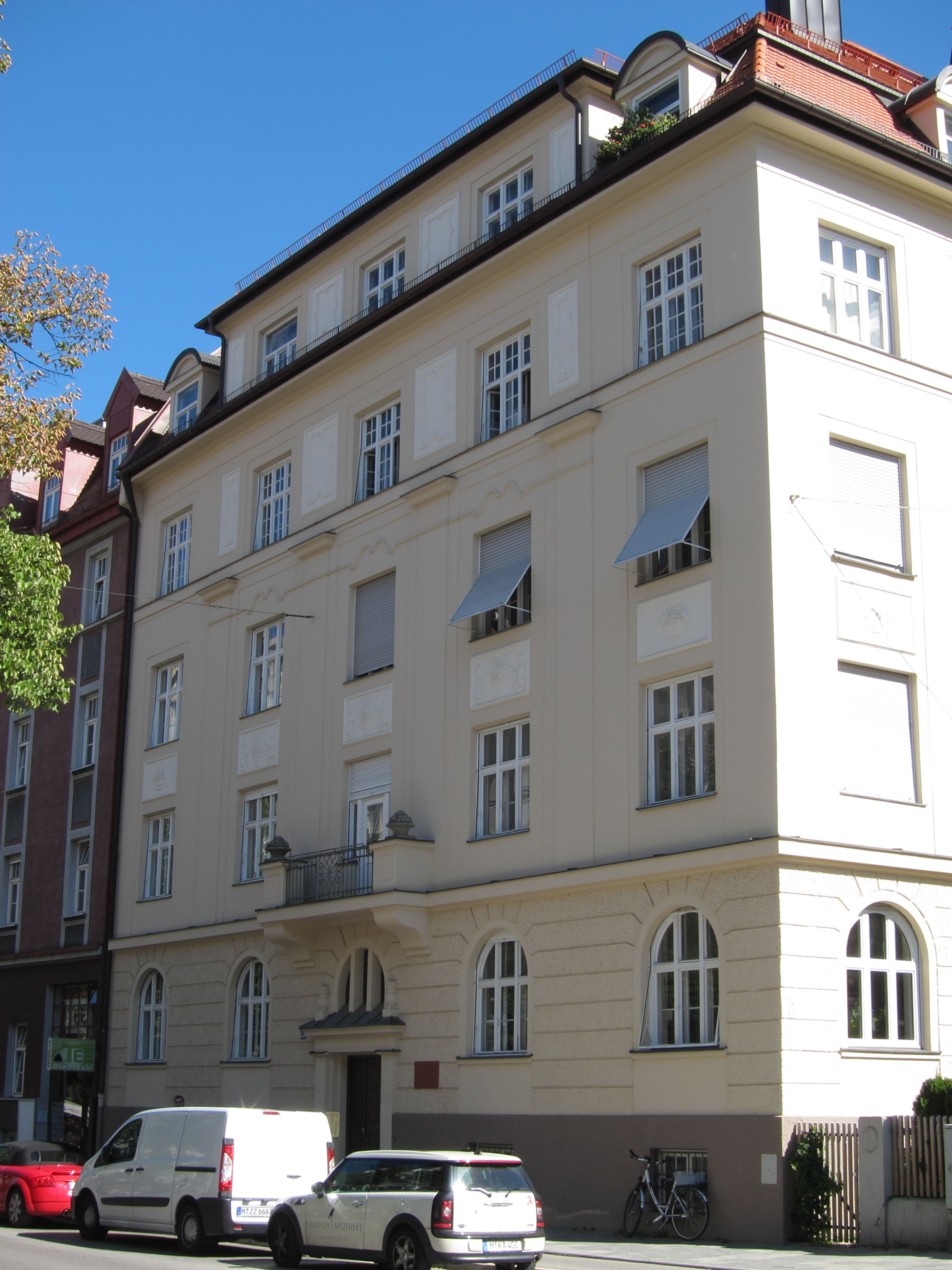
Wendl-Dietrich-Straße 9
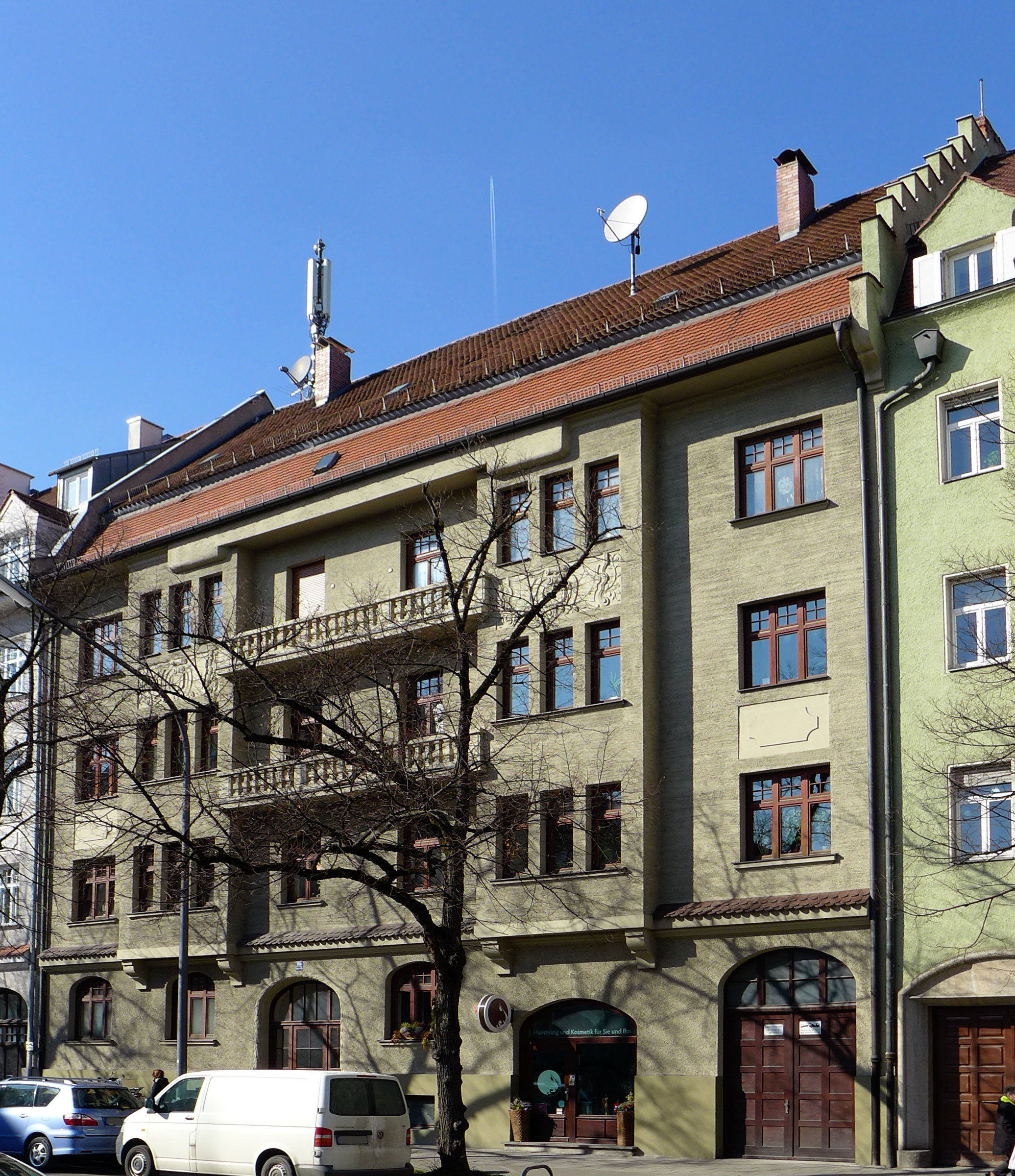
Wendl-Dietrich-Str. 16
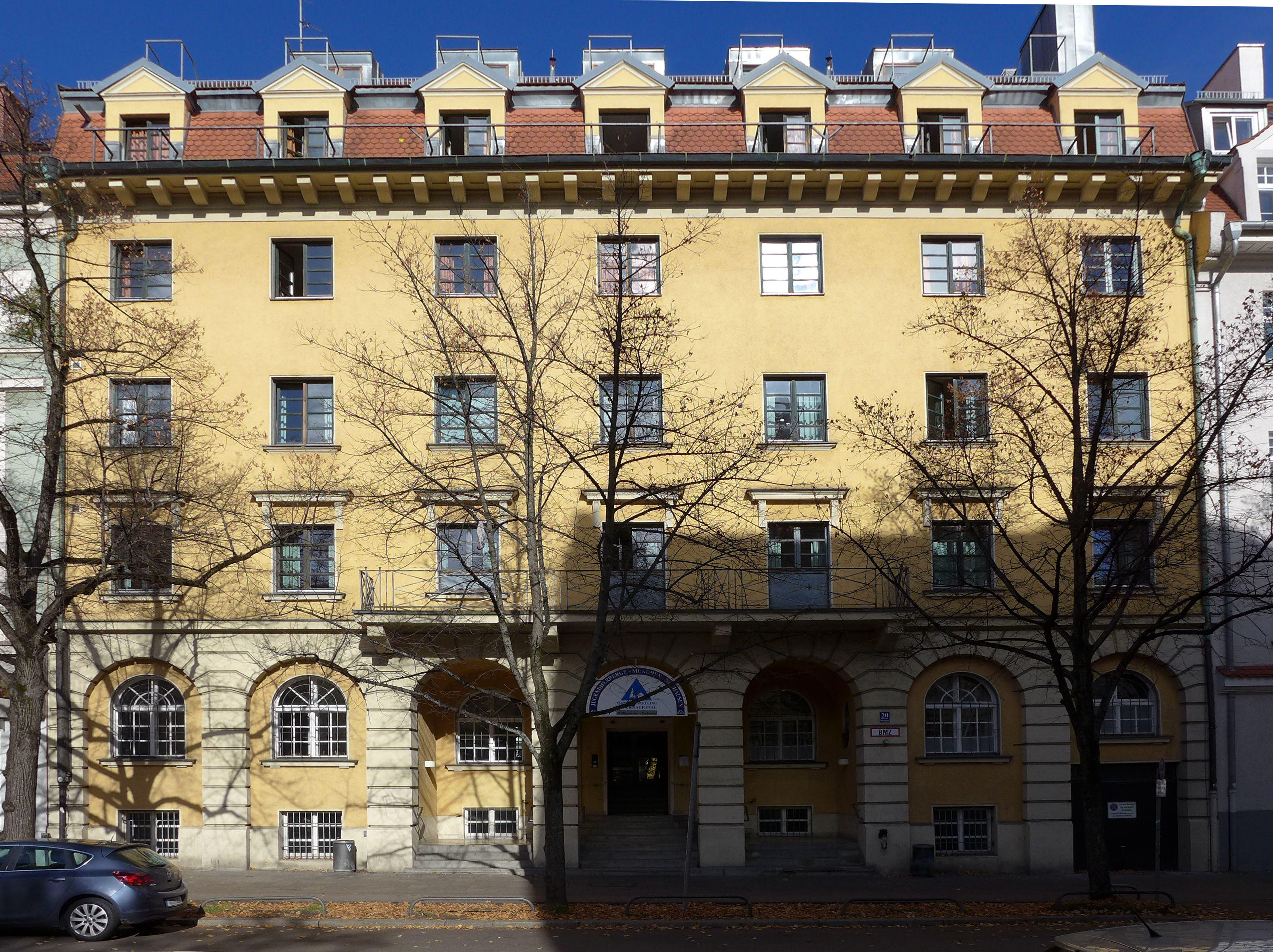
Jugendherberge Wendl-Dietrich-Str. 20
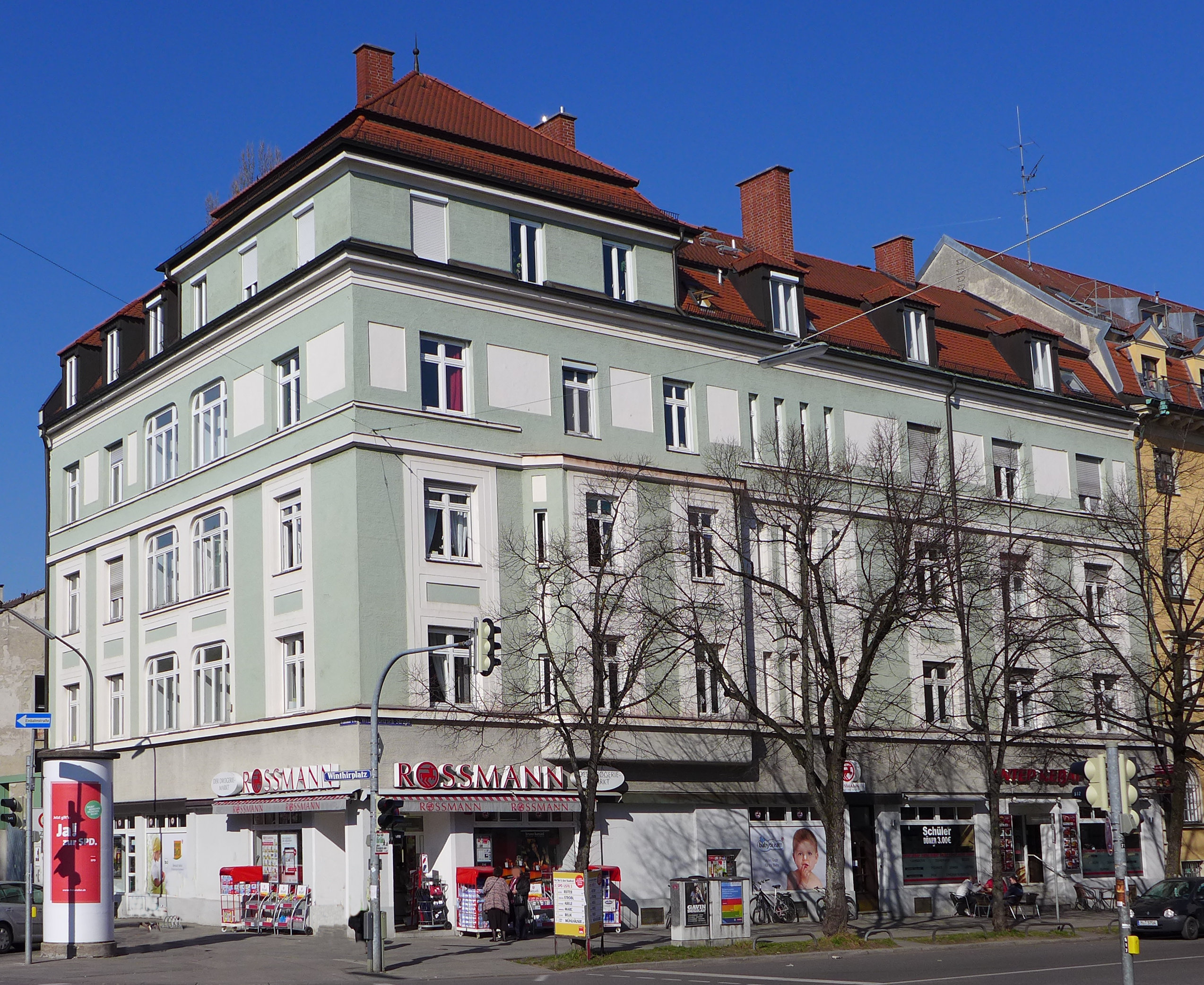
Wendl-Dietrich-Str. 22

## Brunnen

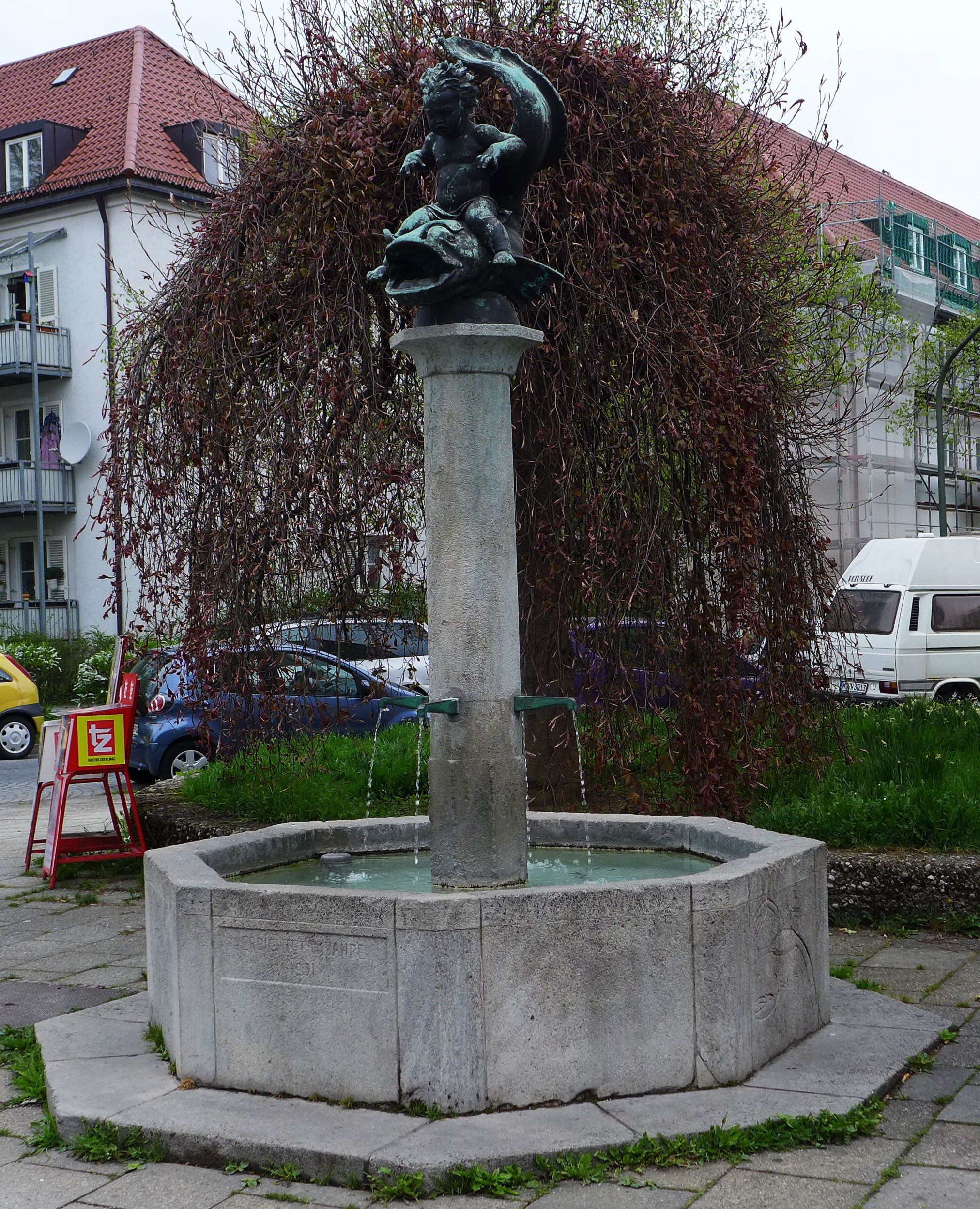
Brunnen Knabe auf Waller

- Knabe auf Waller, 1931 von Ferdinand Liebermann, bei Nr. 70, Ecke Bolivarstraße (Denkmalliste D-1-62-000-7404)

## Kunstwerke

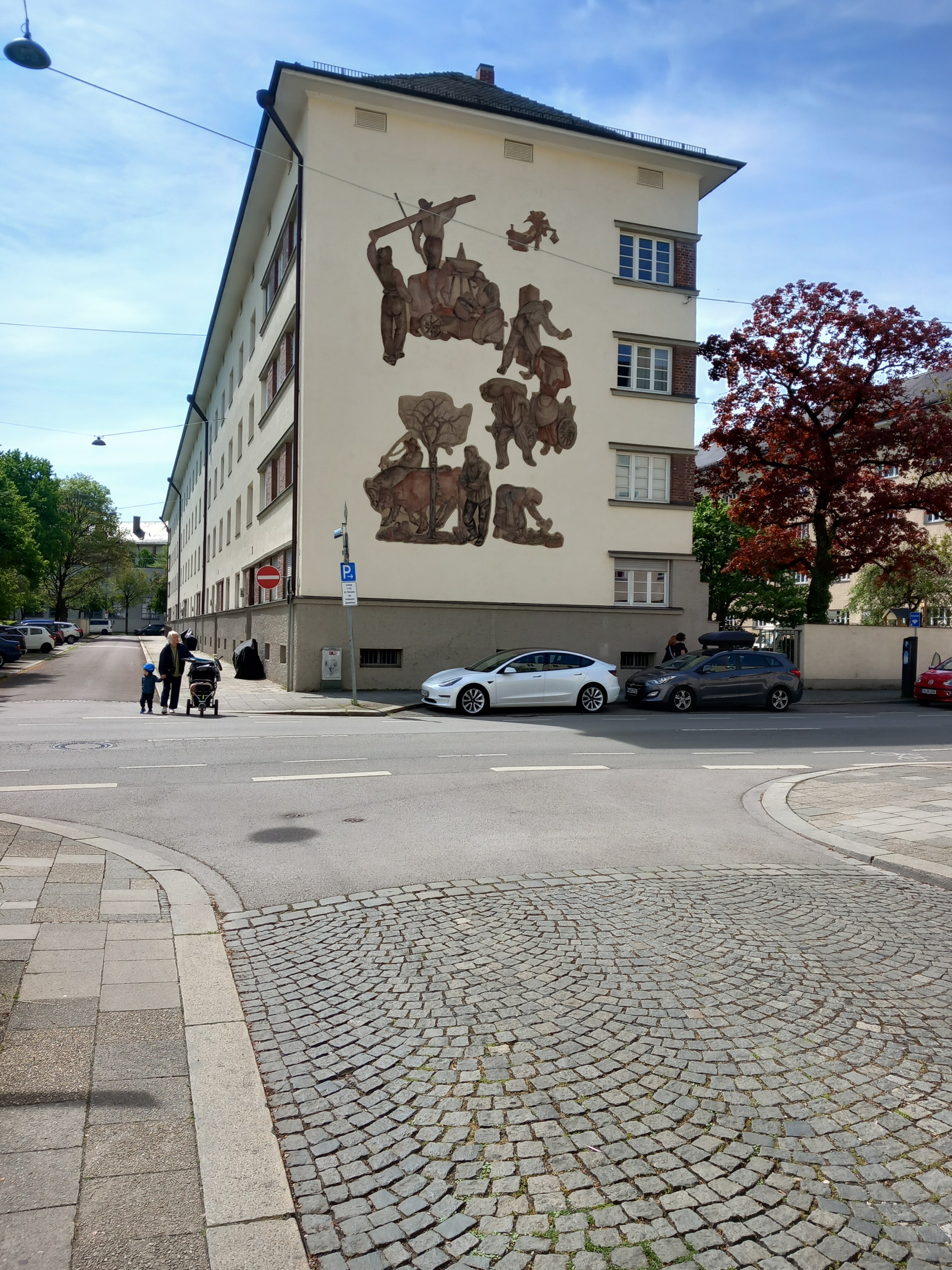
Fresko von Sepp Frank am Eckhaus Ortweinstraße

- Fresko, am Eckhaus Ortweinstraße 11, von Sepp Frank

## Bekannte Bewohner

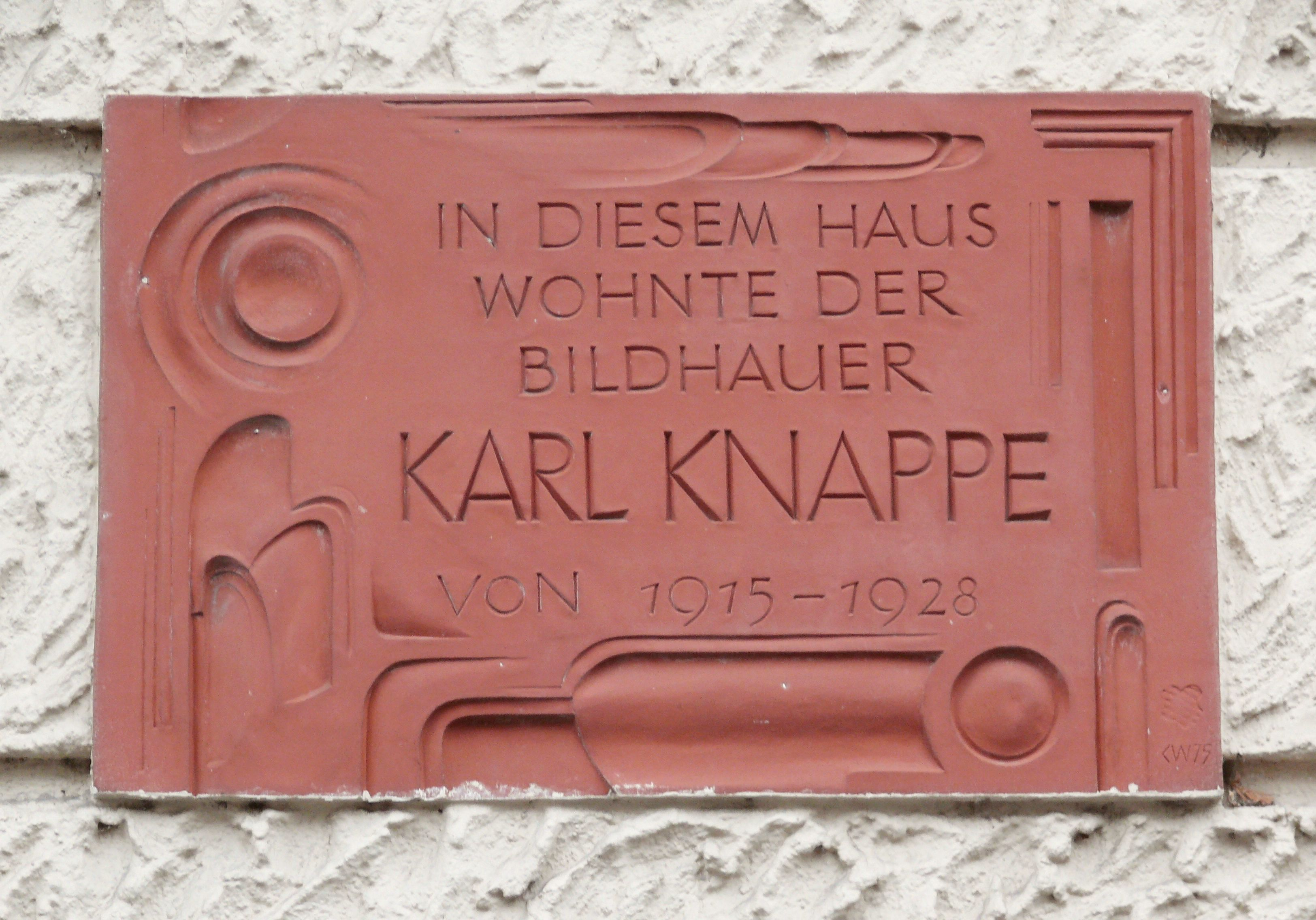
Gedenktafel für Karl Knappe

- Wendl-Dietrich-Straße 9: Karl Knappe, Bildhauer (1884 bis 1970)